# Schistosoma mekongi
 Schistosoma mekongi è un platelminta parassita appartenente all'ordine Strigeatida e alla famiglia Schistosomatidae. È uno dei patogeni responsabili della malattia nota come schistosomiasi.

## Anatomia e fisiologia
Somiglia per molti aspetti ad un altro parassita: Schistosoma japonicum. Per differenziarlo basta osservare le uova: esse appaiono più piccole e con un minuscolo sperone, elementi che lo differenziano dalla altre specie.

## Epidemiologia
Il nome del parassita fa riferimento alla sua diffusione: infatti il Mekong, un fiume che attraversa il Laos e la Cambogia, è l'area di maggiore diffusione di tale parassita. Anche azioni comuni come fare il bucato possono esporre le persone all'infezione. In passato non vi erano cure e la mortalità era altissima. Il parassita infesta anche animali come maiali e cani.